# Municipio de Washington (condado de Brown, Ohio)
El municipio de Washington (en inglés: Washington Township) es un municipio ubicado en el condado de Brown en el estado estadounidense de Ohio. En el año 2010 tenía una población de 2354 habitantes y una densidad poblacional de 40,14 personas por km².

## Geografía
El municipio de Washington se encuentra ubicado en las coordenadas 38°59′21″N 83°49′6″O / 38.98917, -83.81833. Según la Oficina del Censo de los Estados Unidos, el municipio tiene una superficie total de 58.65 km², de la cual 58,63 km² corresponden a tierra firme y (0,03 %) 0,02 km² es agua.

## Demografía
Según el censo de 2010, había 2354 personas residiendo en el municipio de Washington. La densidad de población era de 40,14 hab./km². De los 2354 habitantes, el municipio de Washington estaba compuesto por el 98,64 % blancos, el 0,34 % eran afroamericanos, el 0,38 % eran amerindios, el 0,13 % eran asiáticos, el 0,08 % eran de otras razas y el 0,42 % eran de una mezcla de razas. Del total de la población el 0,25 % eran hispanos o latinos de cualquier raza.